# ویکسون ولی (تگزاس)
ویکسون ولی، تگزاس(به انگلیسی: Wixon Valley, Texas) شهری در ایالت تگزاس از ایالات جنوبی ایالات متحده آمریکا است. در سرشماری سال ۲۰۰۰، جمعیت این شهر ۲۳۵ نفر اعلام شد.